# Billionaire
"Billionaire" é o single de estreia da carreira do cantor americano Travie McCoy, para seu álbum Lazarus, com participação de Bruno Mars e lançada em 9 de março de 2010. A canção é produzida pelo The Smeezingtons, trio de produtores formado por Philip Lawrence, Ari Levine e Bruno Mars.

## Antecedentes
Bruno Mars surgiu com o conceito lírico de "Billionaire" durante uma viagem a Londres em que ele recebeu £240 da sua gravadora para passar 11 dias. Ele achou a quantidade de dinheiro insuficiente e explicou: "Estávamos como 'Será esse o maior erro que já fizemos? Pensávamos que estávamos quebrados na Califórnia, então o que é que viemos fazer aqui?'. Então pegamos o dinheiro e enquanto eu estava andando na rua, eu puxei o verso 'I wanna be a billionaire, so freakin' bad'. Com a canção, McCoy tinha a intenção de não deixar a letra superficial, já que vivia em época de uma recessão econômica e acrescentou: "Tem algo para cantar aqui: se eu estava na posição de ter uma quantidade absurda de dinheiro, eu iria ser egoísta ou altruísta? Eu apenas tomei esse conceito e fiz a canção".
Mais tarde, Mars explicou para a Forbes que suas próprias finanças o inspirou a escrever a música. "Eu não tinha que preocupar sobre isso, você sabe? 'Eu não posso dar ao luxo de começar tomar café da manhã, então eu vou esperar até a hora do almoço para comer'", disse ele, explicando as origens da música na casa do seu gerente em Hollywood Hills. "Se eu fosse um bilionário, nada disso teria importância. Eu estaria comendo cereal de diamante".
Durante o verão de 2009, The Smeezingtons (Mars, Philip Lawrence e Ari Levine) foram agendados para uma semana de sessões de estúdio escrevendo para Lupe Fiasco, B.o.B e McCoy. No fim da semana, o grupo havia criado uma demonstração de "Billionaire". A canção "Nothin' on You" de B.o.B e Mars também foi concebida nesse período. McCoy juntou mais tarde o Smeezingtons no estúdio para completar a música.

## Remix
Além da participação de Mars, o remix oficial tem a participação de T-Pain, o grupo de R&B One Chance e Gucci Mane. O remix foi produzido por Young Fyre.

## Videoclipe
O videoclipe foi filmado em Los Angeles, Califórnia, nos Estados Unidos e estreou em 6 de maio na MTV americana. No vídeo Travie McCoy e Bruno Mars dirigem pela cidade em um Mini Cooper e ajudam quatro pessoas. O vídeo foi filmado por Pete Wentz.

## Formatos e faixas
| - Download digital 1. "Billionaire" - 3:29 2. "Bad All By Myself" - 3:24 3. "Superbad (11:34)" - 3:11 - Download digital - Single deluxe 1. "Billionaire" - 3:29 2. "Billionaire" (Acoustic) - 3:32 3. "Billionaire" (Videoclipe) - 3:33 | - CD Single Promocional - Reino Unido 1. "Billionaire" - 3:29 - CD Single - Reino Unido 1. "Billionaire" - 3:29 2. "Bad All By Myself" - 3:24 |

## Paradas e certificações
| Paradas (2010)                      | Melhor posição |
| ----------------------------------- | -------------- |
| Austrália (ARIA)                    | 5              |
| Bélgica (Ultratop Flanders)         | 21             |
| BRA Billboard Hot 100 Airplay       | 93             |
| Canadian Hot 100                    | 12             |
| Dinamarca (IFPI)                    | 8              |
| Holanda (Dutch Top 40)              | 1              |
| European Hot 100                    | 20             |
| Hungria (MAHASZ)                    | 29             |
| Irlanda (IRMA)                      | 2              |
| Nova Zelândia (RIANZ)               | 2              |
| Noruega (VG-lista)                  | 11             |
| Romênia (Romanian Top 100)          | 17             |
| Suécia (Sverigetopplistan)          | 17             |
| GBR Singles (UK Singles Chart)      | 3              |
| GBR R&B (UK Singles Chart)          | 1              |
| EUA Billboard Hot 100               | 4              |
| EUA Billboard Hot R&B/Hip-Hop Songs | 76             |
| EUA Billboard Pop Songs             | 3              |
| EUA Billboard Radio Songs           | 5              |
| EUA Billboard Rap Songs             | 9              |

| Paradas (2010)                        | Posição |
| ------------------------------------- | ------- |
| Austrália (ARIA)                      | 30      |
| Canadá (Canadian Hot 100)             | 45      |
| Holanda (Mega Single Top 100)         | 32      |
| Hungria (Rádiós Top 40)               | 34      |
| Nova Zelândia (RIANZ)                 | 13      |
| Romênia (Romanian Top 100)            | 31      |
| GBR Singles (Official Charts Company) | 23      |
| EUA Billboard Hot 100                 | 23      |
| EUA Mainstream Top 40 (Billboard)     | 19      |
| EUA Rap Songs (Billboard)             | 31      |
| Parada (2011)                         | Posição |
| Hungria (Rádiós Top 40)               | 32      |

| Austrália (ARIA)                                                                               | 2× Platina | 140.000^  |
| Canadá (Music Canada)                                                                          | 2× Platina | 160.000^  |
| Estados Unidos (RIAA)                                                                          | 3× Platina | 3.272.000 |
| Nova Zelândia (RMNZ)                                                                           | Platina    | 15.000*   |
| Reino Unido (BPI)                                                                              | Ouro       | 400.000^  |
| *número de vendas baseado na certificação ^cópias distribuídas com base apenas na certificação |            |           |

## Versão de Claudia Leitte
Famosa (estilizado como Famo$a e Famo$.a.) é um single da cantora brasileira Claudia Leitte, sendo o segundo lançado pelo álbum As Máscaras, contando ainda com participação do cantor americano Travie McCoy. Foi lançada em 30 de maio de 2010 pelo site oficial da cantora.

### Antecedentes
A canção é uma versão de Billionaire, canção original de Travie McCoy com o cantor Bruno Mars. Conta a história de uma personagem criada por Leitte, Famosa, que sonha em ser famosa e desfrutar dos prazeres e encantos do mundo das celebridades. Na canção Claudia Leitte cita alguns artistas como Jô Soares e Hebe Camargo, além do reality show Big Brother Brasil. De acordo com Leitte em sua página do Twitter, "Famosa tem sonhos e vive um dilema: realizar-se profissionalmente ou casar com o amor da sua vida? Seria esse um problema corriqueiro?". Leitte revelou o título da canção em sua página do Twitter em 6 de maio de 2015.
Em uma entrevista para o portal EGO, Leitte revela que quis mostrar o lado caricato da fama: "As pessoas associaram a fama ao sucesso. Quis mostrar uma coisa mais caricata da fama. Sou famosa e desfruto de algumas coisas que as pessoas pensam que é glamour, mas pra mim são normais. As pessoas querem sempre ter mais, sempre pensam que a grama do vizinho é mais verde. Queria enfatizar que não é só isso. Não é só sentar na cadeira do Jô para dar entrevista".

### Remixes
Antes do lançamento oficial, vazou na internet uma versão solo da canção onde Leitte faz a parte de McCoy em português. Essa versão está incluída no CD single promocional lançado pela Sony Music. O DJ Mag fez uma versão club para a canção, sendo executada em diversos países.

### Desempenho comercial
Alcançou a terceira posição nas paradas Brasil Hot 100 Airplay e Popular Hot Songs na Billboard Brasil. Alcançou a primeira posição em Recife, a segunda em Campinas, a quarta em Salvador e a sétima posição no Rio de Janeiro.

### Formatos e faixas
CD single
1. "Famo$a"
2. "Famo$a" (Solo Version)
3. "Famo$a" (Mag Club Mix)

### Videoclipe
O videoclipe do single foi filmado na cidade de São Paulo em 13 de maio de 2010, sendo lançado em 20 de julho de 2010. No videoclipe Claudia é uma cantora que consegue um contrato com a Sony BMG, acabando por se deslumbrar com a fama e deixando-se levar pelas riquezas sem lembrar do amor de seu namorado, descobrindo no final do vídeo que os deslumbres foram apenas sonhos. O diretor, Drico Mello, declarou que o videoclipe segue tendências e padrões internacionais.
| “ | Nós seguimos a tendência de clipes de artistas internacionais como Lady Gaga e Beyoncé. Aproveitamos elementos irreverentes e bem humorados, apostando fundo no mundo fashion chic e irresistível das grandes celebridades mundiais", conta o diretor. O roteiro do videoclipe traz a história de uma jovem que quer ser famosa sem perder sua "essência romântica". Para tanto, Claudia teve que mostrar seus dotes de atriz. Ela contracenou com o modelo e ator Caique Rego. Sobre o conceito do vídeo, o diretor ainda completa: "As cores fortes somadas a uma mistura de efeitos técnicos (Motion Grafics) criaram um mundo de sonho que a personagem vive, transportando o espectador para outras dimensões de tempo e espaço | ” |

### Paradas
| Paradas (2010)                                        | Melhor posição |
| ----------------------------------------------------- | -------------- |
| BR Billboard Hot 100 Airplay                          | 3              |
| BR Billboard Popular Hot Songs                        | 3              |
| BR Billboard Brasil Regional Recife Hot Songs         | 1              |
| BR Billboard Brasil Regional Salvador Hot Songs       | 4              |
| BR Billboard Brasil Regional Campinas Hot Songs       | 2              |
| BR Billboard Brasil Regional Rio de Janeiro Hot Songs | 7              |
| Latin Top 100                                         | 32             |

| Paradas (2010)         | Posição |
| ---------------------- | ------- |
| Brasil (Top 100 Anual) | 43      |

### Créditos da canção
Créditos retirados do encarte do álbum As Máscaras.
- Claudia Leitte – voz
- Robson Nonato - órgão, ganzá, PAD, arranjo
- Maguinho Alcântara – bateria
- Claudio Rocha – baixo elétrico
- Webster Santos - guitarra, violão de aço
- Gabriel Guerra - ukelele
- Durval Luz - percussão
- Nino Balla - percussão
- Alex-ci – vocal de apoio

## Versão de Glee
A canção ganhou um cover no seriado americano Glee no primeiro episódio da segunda temporada da série. Foi interpretada por Chord Overstreet, Cory Monteith, Harry Shum, Jr., Kevin McHale e Mark Salling. Foi lançada como single em 28 de setembro de 2010, debutando na 28ª posição na parada musical Billboard Hot 100.
A canção está incluída no álbum Glee: The Music, Volume 4, álbum indicado ao Grammy Award de Melhor Compilação de Trilha Sonora para Mídia Visual.

### Formatos e faixas
- Download digital[42]

1. "Billionaire" - 3:31

### Paradas

#### Paradas semanais
| Paradas (2010)                 | Melhor posição |
| ------------------------------ | -------------- |
| Austrália (ARIA)               | 34             |
| Canadá (Canadian Hot 100)      | 24             |
| EUA (Billboard Hot 100)        | 28             |
| GBR Singles (UK Singles Chart) | 15             |
| Irlanda (Irish Singles Chart)  | 15             |